# Hans Poul Pedersen
Hans Poul Pedersen (22. maj 1850 på Fjelleruplund, Fjelsted Sogn – 1931) var en dansk gårdfæster og politiker.
Pedersen var søn af en fynsk bonde, der ejede en mindre gård. Efter sin konfirmation og indtil sit 21. år havde H.P. Pedersen plads som almindelig tjenestekarl; med undtagelse af vinteren 1868-69, da han gik på Kauslunde Højskole ved Middelfart. Fra 1871-72 lå han inde som soldat i 9 måneder som underkorporal og var dernæst gårdbestyrer et par års tid og fæstede så i 1874 Viby Vestergaard under grevskabet Wedellsborg. 
Fra 1886 til 1892 var H.P. Pedersen sognerådsformand og fra 1887 til 1893 medlem af skolekommissionen. Fra 1893 var han vurderingsmand i Wedellsborg Birks jurisdiktion for udlån af umyndiges midler og var formand for sognets skytteforening. 
Pedersen hørte til de radikale venstrefolk ledet af Christen Berg og tilhørte Venstrereformpartiet. Han var knyttet til Middelfartkredsen, hvor han var formand for kredsens venstrevælgerforening. Hans interesse for Venstres fremgang tilskyndede ham til at være medstifter af både Fyens Venstreblad i Odense og Middelfart Venstreblad i Middelfart. Han havde sæde i begge blades bestyrelser.
I Middelfart søgte H.P. Pedersen at få opstillet en venstremand, der kunne slå den moderate Lohmann. Samtidig fulgte han selv en opfordring fra ligesindede om at stille op mod Harald Holm i Verningekredsen. Han bekæmpede denne moderate fører både i 1895 og i 1898, men uden resultat.
Han havde egentlig opgivet en politisk karriere, men tog så imod en opfordring til at stille op i Faaborgkredsen. Her blev valget til almindelig overraskelse i 1901 vundet af Venstre, hvor H.P. Pedersen sejrede med 979 stemmer mod 651 til Højres mand, lærer Th.W. Hansen, Haarby, og 622 moderate, repræsenteret af Kristen Jensen. Den moderate Kristen Jensen-Højby havde i mange år siddet inde med kredsen, men Højre havde kunnet samle en anselig opposition imod ham. Ved valget i 1898 mønstrede Venstre således kun et ringe antal stemmer. Alligevel gik Pedersen af med sejren.
Når den moderate Kristen Jensen kunne blive slået af reformmanden H.P. Pedersen skyldes det også til dels den frustration, som en del menige venstrevælgere følte i årene efter forliget mellem Venstre og Højre i 1894. De anså denne storpolitiske handling for at være til mere gavn for Højre end for Venstre. Det kan da synes paradoksalt, at frustrationen kom til udtryk i det første valg efter systemskiftet i 1901. 
I Folketinget var Hans Poul Pedersen afdæmpet og tog kun sjældent ordet, når man da undtager hans indlæg i fæstesagen, på hvilket område han altid talte fæsternes sag og øvede en betydelig indvirkning på sagen.
Venstrereformpartiet lå i alliance med Socialdemokratiet, hvilket ikke var velset af alle kredsen. Fundamentet under Pedersens kandidatur begyndte således at skride. Ved folketingsvalget 16. juni 1903 fik han 1351 stemmer mod højremanden, gårdejer Rasmus Christiansen, Brænderupgård, der fik 1045, men han vandt også valget i 1906.
Venstres partiforening ville gerne vrage H.P. Pedersen, og der måtte en afstemning til for at forsøge at fjerne ham som kredsens kandidat. Da stemmerne efter denne sjældne afstemning blev talt op, viste det sig, at der var flertal for H.P. Pedersen, nemlig 638, mens fhv. folketingsmand M.P. Tange fra Gestelev opnåede 324.
Alligevel faldt H.P. Pedersen ved valget den 25. maj 1909, og det blev højremanden Rasmus Christiansen, der overtog mandatet. Stemmerne faldt således: Rasmus Christiansen 1087, H.P. Pedersen 836, redaktør Nielsen (Socialdemokratiet) 460, og bolsmand J.P. Hansen, Mullerup (Radikale Venstre) 247. 